# Ledningsbåt 2000
Ledningsbåt 2000 ingår i Försvarsmaktens amfibiebataljon. Båten är främst avsedd som ledningsresurs för bataljonschefen. Den kan även användas som ledningsplattform vid Sjöräddning. 

## Design
Ledningsbåt 2000 är försedd med förstärkt skydd mot beskjutning, splitter och CBRN-stridsmedel, samt luftkonditionering för att kunna tjänstgöra effektivt i varma klimat.